# Alan Mannus
Alan Mannus (* 19. Mai 1982 in Toronto, Kanada) ist ein ehemaliger nordirischer Fußballtorhüter, der zuletzt beim irischen Erstligisten Shamrock Rovers unter Vertrag stand und im November 2023 seine Karriere beendete. Zwischen 2004 und 2016 bestritt er neun Spiele für die nordirische Nationalmannschaft. 

## Karriere

### Vereine
Mannus wuchs im kanadischen Mississauga unweit seiner Geburtsstadt Toronto auf. Im Alter von sieben Jahren zog seine Familie nach Nordirland, von wo seine Eltern stammten. Dort spielte er für St. Andrews und dann die Lisburn Youth, ehe er mit 16 Jahren zum Linfield FC wechselte. Bis 2009 bestritt er für den nordirischen Rekordmeister 211 Ligaspiele und wurde fünfmal nordirischer Meister. Zudem gewann er 2002, 2006, 2007 (mit drei gehaltenen Elfmetern im Elfmeterschießen) und 2008 den Irish Cup. 2006 und 2008 wurde zudem der Ligapokal gewonnen. In den ersten beiden Jahren wurde er aber auch kurzzeitig an andere Vereine ausgeliehen wurde. Mit Linfield nahm er dreimal an der UEFA Champions League teil scheiterte aber jeweils in der ersten Qualifikationsrunde.
2009 wechselte er in den Südteil der Insel zu den Shamrock Rovers, mit denen er 2010 und 2011 irischer Meister wurde und 2011 den Setanta Sports Cup gewann, den er bereits 2005 mit Linfield gewonnen hatte. In der UEFA Europa League 2010/11 erreichte er mit Shamrock die 3. Qualifikationsrunde, scheiterte dort aber am italienischen Rekordmeister Juventus Turin. In der UEFA Champions League 2011/12 überstand er mit Shamrock die 2. Qualifikationsrunde, der Verein schied aber in der 3. Qualifikationsrunde aus, nachdem er bereits nach Schottland gewechselt war.
Ab 2011 spielt er beim schottischen Erstligisten FC St. Johnstone, mit dem er 2014 den schottischen Pokal gewann, für den Verein der erste bedeutende Titel in seiner 130-jährigen Geschichte. In der Qualifikation für die UEFA Europa League kam er mit den Schotten nie über die dritte Runde hinaus, wobei sie meistens knapp scheiterten, teilweise im Elfmeterschießen oder aufgrund der Auswärtstorregel. Nach 22 Spielen in der Saison 2017/18 kehrte er zu den Shamrock Rovers zurück. Von 2020 bis 2023 gewann er mit den Rovers vier Meistertitel in Folge, bevor er im November 2023 seine Karriere im Alter von 41 Jahren beendete.

### Nordirische Nationalmannschaft
Mannus spielte bereits mit 14 Jahren für die nordirischen Junioren und wurde, obwohl in Kanada geboren, nie vom kanadischen Verband kontaktiert.
Sein erstes Länderspiel für die nordirische Nationalmannschaft  bestritt er am 6. Juni 2004 in Bacolet beim 3:0-Sieg im Freundschaftsspiel gegen Trinidad & Tobago als er in der 83. Minute für Maik Taylor eingewechselt wurde. Er gehörte dann zwar konstant zum Team, kam aber in der Folgezeit nicht an Taylor vorbei, der danach noch 50 weitere Länderspiele bestritt, während Mannus es bis zu Taylors Karriereende auf nur vier Spiele brachte. Auch nachdem Taylor nicht mehr für Nordirland gespielt hatte, wurde Mannus nur noch dreimal eingesetzt.
Am 18. Mai 2016 wurde er von Teammanager Michael O’Neill, obwohl er seit März 2014 kein Länderspiel mehr bestritten hatte, in den vorläufigen Kader mit 28 Spielern für die EM-Endrunde berufen.
Im ersten Testspiel in der EM-Vorbereitung wurde er beim 3:0 gegen die nicht für die EM qualifizierten Belarussen zur zweiten Halbzeit für Roy Carroll eingewechselt, der 2012, nachdem Maik Taylor seine Karriere beendet hatte, nordirischer Stammtorhüter geworden war. Einen Tag später wurde Mannus für den endgültigen EM-Kader als Ersatztorhüter nominiert. Während des Turniers kam er aber nicht zum Einsatz. Nach der EM hatte er noch einen Einsatz beim 0:3 im Freundschaftsspiel gegen Kroatien am 15. November 2016. In der nach der EM begonnenen Qualifikation für die WM 2018 gehörte er zum Kader, wurde aber nicht eingesetzt.

## Erfolge
- Nordirischer Meister: 2001, 2004, 2006, 2007 und 2008
- Nordirischer Pokalsieger: 2002, 2006, 2007 und 2008
- Nordirischer Ligapokalsieger: 2006 und 2008
- Irischer Meister: 2010, 2011, 2020, 2021, 2022 und 2023
- Irischer Pokalsieger: 2019
- Schottischer Pokalsieger: 2014
- Setanta-Sports-Cup-Sieger: 2005 (mit Linfield) und 2011 (mit Shamrock)

## Auszeichnungen
- 2008: Nordirlands Fußballer des Jahres[14]